# DX-Ball 2
DX-Ball 2 è un videogioco d'azione del 1998 che ricalca i passi del celeberrimo Arkanoid. Si tratta del seguito di DX-Ball, uscito nel 1996, e se ne differenzia per maggiori opzioni e livelli disponibili, e per la possibilità di mettere delle immagini come sfondi ai livelli.

## Modalità di gioco
L'obiettivo è rompere con una pallina i muri fatti di mattonelle cercando di evitare di far cadere la palla salvandola con una piattaforma. Così di livello in livello cercando di fare un punteggio più alto possibile abbattendo le mattonelle e prendendo i bonus che possono essere negativi, positivi o neutri.
È un gioco singleplayer che però può essere impostato in modo da alternarsi i livelli tra più giocatori.
Si può scegliere il modo di gestione del gioco (cioè di input) tra mouse e tastiera.